# Brenda Lea et Wendi Lou Turnbaugh
 (février 2024).
Brenda Lea et Wendi Lou Turnbaugh (nées le 13 août 1977) sont de vraies jumelles de San Fernando Valley, en Californie. De 1978 à 1982, elles ont partagé le rôle de la petite Grace Ingalls dans la série télévisée La Petite Maison dans la prairie.

## Biographie

### Rôle dans la série
Brenda et Wendi Turnbaugh sont arrivées à "House on the Prairie" en mai 1978, à l'âge de huit mois, grâce à la connaissance de leurs grands-parents avec l'un des co-créateurs de la série; Susan et Kentem McCray. Cet épisode, le premier de la cinquième saison, intitulé "Depuis combien de temps sommes-nous ensemble partie 1", a été diffusé le 11 septembre 1978 [1]. La plupart du temps passé sur le tournage de la série, leurs noms n'apparaissaient pas en tête ni au générique de fin. Il n'a été révélé qu'en novembre 1979 dans le téléfilm Little House Years, et a été introduit en permanence dans la série dans la saison huit (1981-1982). Après avoir terminé le travail sur "House on the Prairie", les sœurs sont apparues dans la publicité, mais ne sont pas retournées à la comédie professionnelle. Elles ont obtenu leur diplôme d'études secondaires à Atascadero, en Californie. Wendi est diplômée en psychologie de l'Université de Biola et travaille actuellement en tant que conceptrice de sites Web. Brenda est professeure d'histoire au lycée. À ce jour, les sœurs participent à des programmes et à des rencontres liées à leur participation à «House on the Prairie».

### Vie privée
Brenda et Wendi ont deux autres sœurs. Elles viennent d'une famille brisée. Leur mère s'est remariée et, par conséquent, elles ont souvent utilisé le nom de leur beau-père, Schlecht. Brenda a épousé Adam Weatherby en 1996 et Wendi a épousé Joshua Lee en 1999.  Brenda est devenue professeure d'histoire et Wendi conceptrice de sites Internet.
Elles sont mariées toutes les deux ; Wendi a eu deux enfants, Reagan et Tobey; et Brenda a eu deux enfants, Conner et Dana.